# Lecithocera mesosura
Lecithocera mesosura – gatunek motyli z rodziny Lecithoceridae i podrodziny Lecithocerinae.
Gatunek ten opisany został w 1999 roku przez Chunsheng Wu i Kyu-Tek Parka, którzy jako miejsce typowe wskazali Uggalkatotę na Sri Lance.
Motyl o ochrowobrązowych głowie, głaszczkach i tułowiu i ciemnobrązowych czułkach. Przednie skrzydła o rozpiętości 11 mm ubarwione brązowo z ciemnobrązowym wzorem i ochrowymi strzępinami. Tylne skrzydła jasnobrązowe. Narządy rozrodcze samców odznaczają się: krótkimi i szerokimi płatkami nasadowymi unkusa, jukstą z długim i cienkim wyrostkiem ogonowym, walwą szeroką w nasadowych ⅔ i dalej wąską, a edeagusem krótszym od walwy i uzbrojonym w rząd kolców na wierzchołku.
Gatunek endemiczny dla Sri Lanki.